# James Blackmon Jr.
James Blackmon Jr. (Chicago, 25 april 1995) is een Amerikaans basketballer.

## Carrière
Blackmon speelde van 2014 tot 2017 collegebasketbal voor de Indiana Hoosiers. Hij stelde zich in 2016 kandidaat voor de NBA draft maar trok zich uiteindelijk terug. Hij werd niet gekozen in de NBA draft van 2017. Hij speelde hierna in de NBA Summer League voor de Philadelphia Sixers en tekende eind augustus een contract bij hen. In oktober 2017 werd zijn contract ontbonden en ging hij spelen voor hun opleidingsploeg de Delaware 87ers. In januari 2018 werd hij geruild naar de Wisconsin Herd samen met Russ Smith voor Shannon Brown en Cameron Oliver. In de zomer van 2018 speelde hij voor de Milwaukee Bucks in de NBA Summer League. 
In oktober 2018 werden zijn rechten nog geruild naar de South Bay Lakers voor de rechten van VJ Beachem. Hij tekende voor het seizoen 2018/19 voor de Italiaanse eersteklasser Victoria Libertas Pesaro waar hij een seizoen speelde. Hij bleef voor het seizoen 2019/20 in de Italiaanse competitie en tekende bij Aquila Basket Trento. In de zomer van 2020 tekende hij bij het Turkse Beşiktaş JK waar hij een seizoen speelde. Voor het seizoen 2021/22 tekende hij bij de Turkse eersteklasser Pınar Karşıyaka. Aan het einde van het seizoen liep hij een blessure op die hem twee seizoenen aan de kant hield.
In de zomer van 2025 speelde hij voor Assembly Ball in The Basketball Tournament. Hij tekende voor het seizoen 2025/26 in de Belgische competitie bij de Leuven Bears.

## Erelijst
Zijn vader James Blackmon Sr. was een basketballer en basketbalcoach en zijn broer Jalen Blackmon werd ook een basketballer.